# Stictoptera transversa
Stictoptera transversa là một loài bướm đêm trong họ Noctuidae.